# بومونا (كاليفورنيا)
بومونا هي أكبر مدينة في مقاطعة لوس انجليس ، كاليفورنيا ( بعد لوس انجليس ، لونغ بيتش، غليندال ، و سانتا كلاريتا )،اعتبارا من تعداد عام 2000 ، كان عدد سكان المدينة 149473 و في عام 2005 قدر ب160815 .

بومونا هي موطن لجامعة ولاية كاليفورنيا بوليتكنيك و (كال بولي بومونا) و جامعة العلوم الصحية الغربية (WesternU).و كلية المجاورة في كليرمونت.

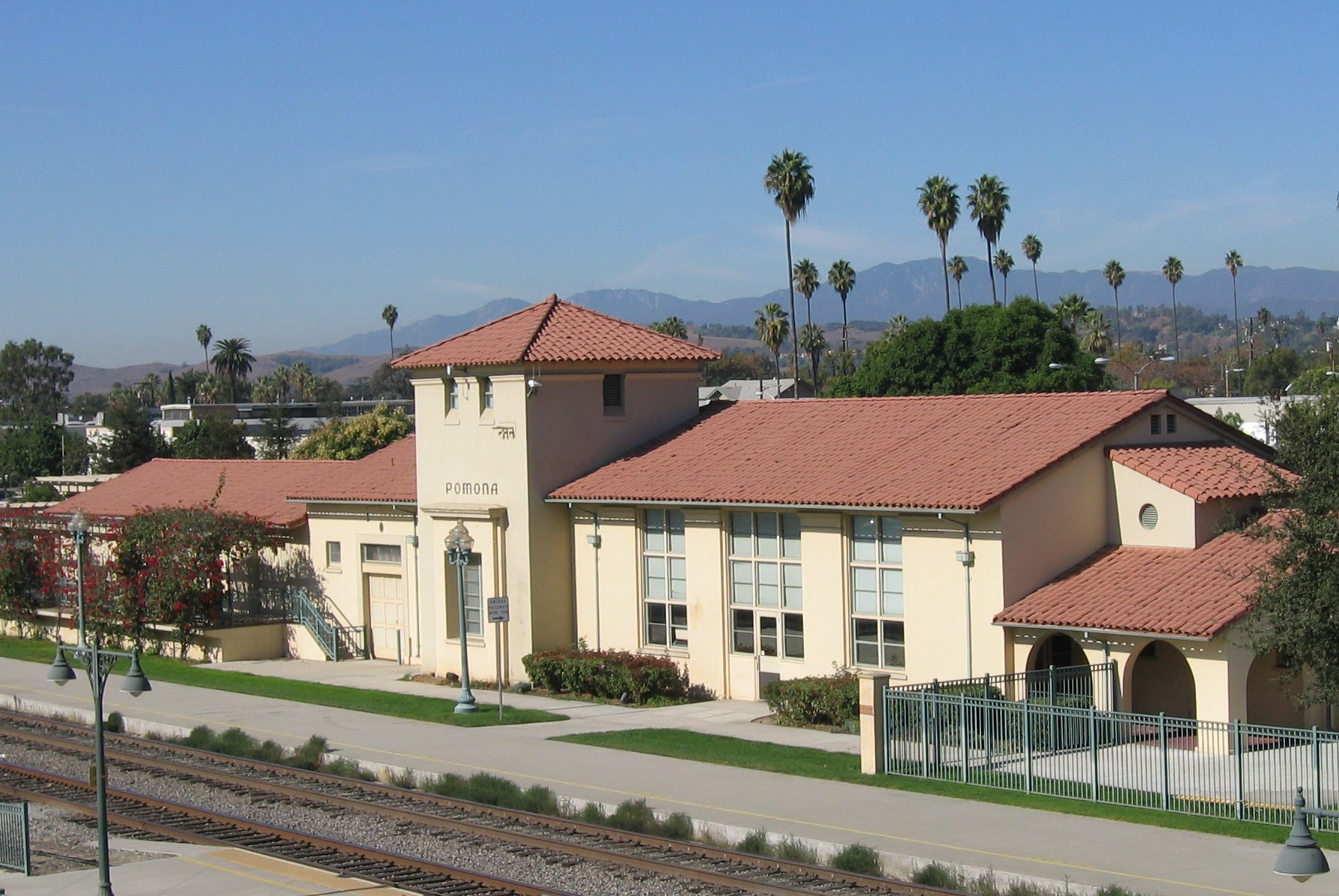
محطة قطار بومونا

## التركيبة السكانية
حدّد مكتب تعداد الولايات المتحدة بيانات التركيبة السكانية لبومونا في تعداد الولايات المتحدة. في ما يلي، التركيبة السكانية حسب تعدادي 2000 و2010.

### تعداد عام 2000
بلغ عدد سكان بومونا 149,473 نسمة بحسب تعداد عام 2000، وبلغ عدد الأسر 37,855 أسرة وعدد العائلات 29,798 عائلة مقيمة في المدينة. في حين سجلت الكثافة السكانية 2,510.5 نسمة لكل كيلومتر مربع (6,502.2/ميل2). وبلغ عدد الوحدات السكنية 39,598 وحدة بمتوسط كثافة قدره 665.1 لكل كيلومتر مربع (1,722.6/ميل2).
وتوزع التركيب العرقي للمدينة بنسبة 41.76% من البيض و9.63% من الأمريكيين الأفارقة و1.26% من الأمريكيين الأصليين و7.20% من الأمريكيين ذوي الأصول الآسيوية و0.21% من سكان جزر المحيط الهادئ و34.93% من الأعراق الأخرى و5.01% من عرقين مختلطين أو أكثر و64.47% من الهسبانيون أو اللاتينيون من أي عرق.
بلغ عدد الأسر 37,855 أسرة كانت نسبة 56.6% منها لديها أطفال تحت سن الثامنة عشر تعيش معهم، وبلغت نسبة الأزواج القاطنين مع بعضهم البعض 54.7% من أصل المجموع الكلي للأسر، ونسبة 16.3% من الأسر كان لديها معيلات من الإناث دون وجود شريك، بينما كانت نسبة 7.7% من الأسر لديها معيلون من الذكور دون وجود شريكة وكانت نسبة 21.3% من غير العائلات. تألفت نسبة 15.4% من أصل جميع الأسر من عدة أفراد يعيشون في نفس المنزل ونسبة 5.5% كانت تتألف من شخص يعيش بمفرده يبلغ من العمر 65 عاماً أو أكثر. وبلغ متوسط حجم الأسرة المعيشية 3.82، أما متوسط حجم العائلات فبلغ 4.22.
بلغ العمر الوسطي للسكان 26.5 عاماً. وكانت نسبة 34.5% من القاطنين تحت سن الثامنة عشر، وكانت نسبة 11.4% بين الثامنة عشر والرابعة والعشرين عاماً، ونسبة 29.8% كانت واقعةً في الفئة العمرية ما بين الخامسة والعشرين والرابعة والأربعين عاماً، ونسبة 15% كانت ما بين الخامسة والأربعين والرابعة والستين، ونسبة 5.9% كانت ضمن فئة الخامسة والستين عاماً فما فوق. يوجد لكل 100 أنثى 101.5 ذكر، ويوجد لكل 100 أنثى في الثامنة عشر من عمرها فما فوق 99.7 ذكر.
بلغ متوسط دخل الأسرة في المدينة 40,021 دولارًا، أما متوسط دخل العائلة فبلغ 40,852 دولارًا. وكان متوسط دخل الذكور 30,195 دولارًا مقابل 26,135 دولارًا للإناث. وسجل دخل الفرد الخاص بالمدينة 13,336 دولارًا. وكانت نسبة 17.1% من العائلات ونسبة 21.6% من السكان تحت خط الفقر، وكان من هؤلاء نسبة 28% تحت سن الثامنة عشر ونسبة 11.7% في الخامسة والستين من العمر وما فوق.

### تعداد عام 2010
بلغ عدد سكان بومونا 149,058 نسمة بحسب تعداد عام 2010، وبلغ عدد الأسر 38,477 أسرة وعدد العائلات 30,259 عائلة مقيمة في المدينة. في حين سجلت الكثافة السكانية 2,503.5 نسمة لكل كيلومتر مربع (6,484.0/ميل2). وبلغ عدد الوحدات السكنية 40,685 وحدة بمتوسط كثافة قدره 683.3 لكل كيلومتر مربع (1,769.7/ميل2).
وتوزع التركيب العرقي للمدينة بنسبة 48.01% من البيض و7.33% من الأمريكيين الأفارقة و1.18% من الأمريكيين الأصليين و8.51% من الأمريكيين ذوي الأصول الآسيوية و0.19% من سكان جزر المحيط الهادئ و30.30% من الأعراق الأخرى و4.47% من عرقين مختلطين أو أكثر و70.53% من الهسبانيون أو اللاتينيون من أي عرق.
بلغ عدد الأسر 38,477 أسرة كانت نسبة 51.2% منها لديها أطفال تحت سن الثامنة عشر تعيش معهم، وبلغت نسبة الأزواج القاطنين مع بعضهم البعض 51.9% من أصل المجموع الكلي للأسر، ونسبة 18.1% من الأسر كان لديها معيلات من الإناث دون وجود شريك، بينما كانت نسبة 8.6% من الأسر لديها معيلون من الذكور دون وجود شريكة وكانت نسبة 21.4% من غير العائلات. تألفت نسبة 15.1% من أصل جميع الأسر من عدة أفراد يعيشون في نفس المنزل ونسبة 5.2% كانت تتألف من شخص يعيش بمفرده يبلغ من العمر 65 عاماً أو أكثر. وبلغ متوسط حجم الأسرة المعيشية 3.77، أما متوسط حجم العائلات فبلغ 4.15.
بلغ العمر الوسطي للسكان 29.5 عاماً. وكانت نسبة 29.4% من القاطنين تحت سن الثامنة عشر، وكانت نسبة 13.5% بين الثامنة عشر والرابعة والعشرين عاماً، ونسبة 28.4% كانت واقعةً في الفئة العمرية ما بين الخامسة والعشرين والرابعة والأربعين عاماً، ونسبة 21% كانت ما بين الخامسة والأربعين والرابعة والستين، ونسبة 7.6% كانت ضمن فئة الخامسة والستين عاماً فما فوق. وتوزع التركيب الجنسي للسكان بنسبة 50% ذكور و50% إناث.